# Cody Cropper
Cody Joseph Cropper, abrégé Cody Cropper, né le 16 février 1993 à Atlanta, est un joueur anglo-américain de soccer. Il joue au poste de gardien de but à l'Orange County SC en USL Championship.

## Biographie

### En club

#### Formation aux États-Unis puis en Angleterre
Après trois années passées à Southampton, Cody Cropper signe avec le club de Milton Keynes Dons lors de l'été 2015. Il quitte le club un an plus tard après avoir pris part à douze matchs.

#### Quatre années en Nouvelle-Angleterre
Il choisit de s'engager avec le Revolution de la Nouvelle-Angleterre en MLS en août 2016.

#### Successions de clubs entre MLS et USL Championship
Le 14 novembre 2022, au terme de la saison 2022, les Whitecaps annoncent que son contrat n'est pas renouvelé. Il s'engage ensuite en faveur de l'Orange County SC en USL Championship le 14 mars 2023.

### En sélection
Avec les moins de 20 ans, il dispute le championnat sud-américain des moins de 20 ans en 2013. Lors de cette compétition, il joue cinq matchs. Les joueurs américains sont battus en finale par le Mexique. Il dispute dans la foulée la Coupe du monde des moins de 20 ans organisée en Turquie. Il joue trois matchs lors de ce mondial.
En 2015, il dispute le Festival international espoirs – Tournoi Maurice-Revello, qui se déroule en Provence-Alpes-Côte d'Azur. Il finit troisième du tournoi avec les États-Unis.
Cropper est appelé en équipe des États-Unis en remplacement de Nick Rimando pour un match amical contre l'Allemagne en juin 2015.

## Statistiques
| Saison                | Club                                 | Championnat           | Championnat | Championnat | Coupe nationale | Coupe nationale | Coupe de la Ligue | Coupe de la Ligue | Séries | Séries | Total | Total |
| Saison                | Club                                 | Division              | M.          | B.          | M.              | B.              | M.                | B.                | M.     | B.     | M.    | B.    |
| 2015-2016             | Milton Keynes Dons                   | Championship          | 9           | 0           | 1               | 0               | 2                 | 0                 | -      | -      | 12    | 0     |
| 2016                  | Revolution de la Nouvelle-Angleterre | MLS                   | 1           | 0           | 0               | 0               | -                 | -                 | -      | -      | 1     | 0     |
| 2017                  | Revolution de la Nouvelle-Angleterre | MLS                   | 28          | 0           | 0               | 0               | -                 | -                 | -      | -      | 28    | 0     |
| 2018                  | Revolution de la Nouvelle-Angleterre | MLS                   | 0           | 0           | 0               | 0               | -                 | -                 | -      | -      | 0     | 0     |
| 2019                  | Revolution de la Nouvelle-Angleterre | MLS                   | 7           | 0           | 0               | 0               | -                 | -                 | 0      | 0      | 7     | 0     |
| Sous-total            | Sous-total                           | Sous-total            | 36          | 0           | 0               | 0               | 0                 | 0                 | 0      | 0      | 36    | 0     |
| 2019                  | Athletic de Hartford (prêt)          | USLC                  | 9           | 0           | -               | -               | -                 | -                 | -      | -      | 9     | 0     |
| 2020                  | Dynamo de Houston                    | MLS                   | 0           | 0           | 0               | 0               | -                 | -                 | -      | -      | 0     | 0     |
| 2021                  | FC Cincinnati                        | MLS                   | 1           | 0           | 0               | 0               | -                 | -                 | -      | -      | 1     | 0     |
| 2021                  | Memphis 901 FC (prêt)                | USLC                  | 14          | 0           | 0               | 0               | -                 | -                 | 1      | 0      | 15    | 0     |
| 2022                  | Whitecaps de Vancouver               | MLS                   | 15          | 0           | 4               | 0               | -                 | -                 | -      | -      | 19    | 0     |
| 2023                  | Orange County SC                     | USLC                  | 0           | 0           | 0               | 0               | -                 | -                 | -      | -      | 0     | 0     |
| Total sur la carrière | Total sur la carrière                | Total sur la carrière | 84          | 0           | 5               | 0               | 2                 | 0                 | 1      | 0      | 92    | 0     |

## Palmarès
Il est finaliste du championnat de la CONCACAF des moins de 20 ans en 2013 avec l'équipe des États-Unis.
En club, il remporte le Championnat canadien en 2022 avec les Whitecaps de Vancouver,.